# مجلس معايير المحاسبة المالية
مجلس مَعايير المُحاسبة المالية (بالإنجليزية:  Financial Accounting Standards Board)‏ ويُدعى اختصاراً (FASB)، وهو مُنظمة خاصة غير ربحية تَهدف بشكلٍ رئيسي إلى إنشاء وَ تطوير المبادئ المحاسبية المقبولة عموماً (Generally Accepted Accounting Principles) داخل الولايات المتحدة الأمريكية.
قامت هيئة الأوراق المالية والبورصات الأمريكية (SEC) باعتبار مَجلس معايير المُحاسبة المالية (FASB) مُنظمة مَسؤولة عَن وَضع مَعايير المحاسبة للشَرِكات العامة فِي الولايات المُتحدة، وفي الأَول من تَموز عام 1973 قامَ مَجلس مَعايير المحاسبة المالية باستبدال المَعهد الأمريكي للمحاسبين القانونيين (AICPA) بِمجلس مَبادئ المُحاسبة الأَمريكي (APB).

## الرِسالة
تَكمن رِسالة مجلس معايير المُحاسبة المالية فِي إِنشاء وَتَطوير مَعايير المحاسبة المالية وَالتقارير التي تعزز القوائم المالية الصادرة عن الجهات غير الحُكومية، والتي تُقدم معلومات مُفيدة للمُستثمرين وَالمُستخدمين الآخرين لهذه القَوائم المالية.
حيثُ يَقوم مجلس معايير المحاسبة المالية بإنجاز رِسالته مِن خلال عَملية مُستقلة وَشامِلة، تُشجع المشاركة الواسعة بِموضوعية، وَتأخذ بعين الاعتبار آراء جميع الأَطراف وَأَصحاب المَصالح. يخضع المَجلس للرَقابة مِن قبل مَجلس المُحاسبة المالية (مؤسسة الأُمناء) (FAF).

## الوصف
لا يَتِم وَصف مجلس معايير المحاسبة المالية (FASB) على أَنه مَجلس حُكومي، وَلكن تَمتلك هيئة الأوراق المالية والبورصات الأمريكية (SEC) سُلطة قانونية لإنشاء مَعايير المُحاسبة المالية، وَطُرق إنشاء التَقارير للشَرِكات التي يَمتلكها القِطاع العام بِموجب قانون تَبادل الأوراق المالية الصادِر عام 1934، ولكن في نَفس الوَقت كان المَجلس يَتجه إلي الاعتماد على القِطاع الخاص لِهذه المَهمة -إلى الحد الذي يستطيع القطاع الخاص تحقيق المسؤولية للمصلحة العامة-.
يُعتبر مجلس معايير المحاسبة المالية جُزء مِن بُنية هَيكلية مُستقلة عَن جميع المُؤسسات التجارية وَالمهنية الأُخرى، فَقبل إنشاء البُنية الهيكلية الحالية، تَم إنشاء المَحاسبة المالية و معايير القَوائم المالية لِأول مَرة مِن قِبل لَجنة الإِجراءات المُحاسبية (1936-1959) وهي جُزء مِن المَعهد الأَمريكي للمُحاسِبين، وَثُم مِن قبل مَجلس مَبادئ المُحاسبة (1959-1973)، وَهيَ جُزء مِن المَعهد الأَمريكي للمُحاسبين القانونيين. وحتى اليَومن لا تزال التَصريحات من تلكَ الهَيئات السابقة سارية المَفعول، ما لم يُعدل عَليه أَو يُحِل مَكانه مَجلس معايير المُحاسبة المالية.
يَخضع مجلس معايير المُحاسبة المالية للرقابة مِن قِبل مُؤسسة المُحاسبة المالية (FAF)، وهي التي تَكون بِدورها مسؤولة عَن اختيار أَعضاء مَجلس معايير المُحاسبة المالية، وَمجلس معايير المحاسبة الحكومية، وَأموال المؤسستين. حَيث يَقوم مَجلس الأُمناء (مؤسسة المحاسبة المالية) بِدوره كجزء من مَجموعة من المؤسسات، من ضمنها:
- جمعية المحاسبة الأمريكية.
- المعهد الأمريكي للمحاسبين القانونيين.
- معهد التحليل المالي المعتمد (CFA).
- جمعية التنفيذين المالية العالمية.
- رابطة موظفي المالية الحكومية.
- معهد المحاسبين الإداريين.
- الرابطة الوطنية لمراجعي الحسابات الدولية.
- رابطة صناعة الأوراق المالية.

تَختلف هَيكلية مَجلس مَعايير المُحاسبة المَالية عَن المُؤسسات السابقة في نواحٍ كثيرة، حَيث يَتكون المَجلس مِن سَبعة أَعضاء مُتفرغين تماماً، وَيلتَزِم هَؤلاء الأَعضاء بِقَطع جَميع العَلاقات مَع الشَركات وَالمُؤسساتَ السابقة التي كانو قَد خدموا فيها قَبل انضمامهم إِلى مجلس معايير المحاسبة، وذلك لِضمان مَوضوعية و استقلالية مَجلس معايير المحاسبة المالية، وأيضاً يتم اختيار جميع الأعضاء مِن قبل مُؤسسة المحاسبة المالية، وَيتم تعيينُهم لِمُدة خَمس سَنوات وكُل شَخص مُؤهل ليستمر فترة واحِدة إِضافية مُدتها خَمس سَنوات أُخرى، وَبالإضافة إلى الأَعضاء المُتفرغين، يُوجد ما يُقارب 68 موظف يَشغلون وظائف عِدة منها:«أشخاص مهنين متخصصين في المحاسبة، الصناعة، بالإضافة إلى أشخاص من الأواسط الأكاديمية، وَالحُكومية، وَمُوظفي الدعم».
في عام 1984، قام مَجلس معايير المُحاسبة المالية بِإنشاء قُوى مَهام القضايا الطارئة (EITF)، وَقد تم إنشاء هذه المجموعة من أجل تَوفير الاستجابة للقضايا المالية في حال ظهورها فِي الوقت المُناسب، وَتضم هذه المجموعة خمسة عشر شخصاً من القطاعين العام وَالخاص، بالإضافة إلى مُمثلين عن مجلس معايير المحاسبة المالية، وَأيضاً مُراقب لجنة الأوراق المالية وَالبُورصات (SEC)، وَعند بروز بَعض القضايا تَقوم فرقة العمل بمحاولة الوصول إلى توافق في الآراء، وَذلك لإتخاذ قرار بشأن مَسار العَمل، وَفي حال تَم تَعذر الوُصول إلى توافق في الآراء، تَقوم قوى مَهام القضايا الطارئة بِحل القضية، بَينما مَجلس معايير المحاسبة المالية لا يتدخل في هذا الأمر، وَتعتبر قضية قوى مهام القضايا الطارئة صَحيحة وَمقبولة في حال قام مجلس معايير المحاسبة المالية بِإعطاء تصريح لقبولها في مبادئ المحاسبة المقبولة عُموماً (GAAP).* 

## إنشاء التَدوين
فِي الأَول مِن تموز عام 2009، أَعلن مَجلس معايير المُحاسبة المالية عَن إِطلاق مَعايير تَدوين المُحاسبة، مُعلناً بأنها «المصدر غير الحُكومي الوَحيد المَوثوق في الولايات المتحدة لِمبادئ المُحاسبة المقبولة عُموماً (GAPP)». يُنظم التدوين العَديد مِن التَصريحات التي تُشكل مبادئ مُحاسبية مَقبولة كَنموذج للبحث بِشكل مُتناسق. وَينبغي عَدم خلط التدوين مَع الإطار المفاهيمي المُحاسبي.

### إطار مفاهيمي محاسبي
يَعمل مجلس معايير المحاسبة المالية وَ مجلس معايير المحاسبة الدولية معاً بشكلٍ مُتوافق لإنشاء إطار مفاهيمي محاسبي، يَهدف إلى تَطوير المعايير التي تجتمع لِتحقيق هَدف مُعين بِحيث تَكون مُتناسقة داخِلياً، وَمُتقاربة دُولياً. وَيَضُم الإطار المفاهيمي المُحاسبي ما يَلي: كَيفية القياس (الذي يُستخدم لقياس المعاملات الاقتصادية وَالأحداث)، وَكيفية ترتيب القوائم المالية; بِالإضافة إلى المَبادئ المُحاسبية وَالفَرضيات التي تُساعد في الاعتراف بِالأحداث المالية وَالإفصاح، فَضلاً عن تصنيف وَعَرض المَعلومات فِي القوائم المالية، كما يَحتوي أَيضاً على الخصائص النوعية الأساسية، المُلائمة وَالموثوقية التي تَسمح بإتخاذ قرارات ذات فائِدة بحيث تَعمل هذه المعلومات على إحداث فرق في اتخاذ القَرارات المُتخذة من قِبل مُستخدمي القوائم المالية. لِتكون المعلومات على قدرٍ كافٍ من الملائمة يجب أن تكون:
- لها قيمة تَنبؤية: هذه المعلومات يمكنها مساعدة المستخدمين للتنبؤ لهذه القيمة.
- لها قيمة تأكيدية: يمكن هذه المعلومات من توفير التَغذية الراجعة بحيث يمكن تأكيد أَو تصحيح التوقعات السابقة.
- النسبة (الحجم): تشير هذه المعلومات إلى طبيعة وَحجم العُنصر وَمدى تأثيره على القوائم المالية.

تَكون المعلومات مَوثوقة عندما يُمكننا التنبؤ بالقيم بِدقة. وَلِتتصف المعلومات بالموثوقية يجب أن تَتكون من ثلاث مُكونات وَهي:
- التَمثيل الكامل: توفر للمستخدمين الإفصاح الشامل عن جميع المعلومات اللازمة لفهم المعلومات التي تم ذكرها في القوائم المالية، و يجب أَن تتضمن جميع الحقائق والتوضيحات.
- مُحايدة: ليست مُنحازة أَو تميل إلى إتجاه معين، ولا يتم التلاعب بها لتحقيق نتيجة محددة سَلفاً، أَوالتأثير على سلوك المستخدمين في اتجاه معين.
- خَالية من الأخطاء: المَعلومات التي تم قياسها وَوصفُها، بِأكبر قدر ممكن من الدِقة، وَذلك لعكس أفضل النتائج المتاحة.[5]

## اتفاق نورووك
إلتقى مجلس معايير المحاسبة المالية مَع مجلس معايير المحاسبة الدولية في الثامن عشر من أيلول عام 2002 في نورووك في كونيتيكت، وَقاموا بِنشر مُذكرة التَفاهم (Memorandum of Understanding)، وكان من أَهم الخطوط العريضة فِي هذه الوثيقة هِي «التخطيط لتقارب المعايير الدولية لإعداد التقارير المالية وَالمبادئ المحاسبية المقبولة عموماً في الولايات المتحدة في مجموعة واحدة ذات جودة عالية و معايير متوافقة»، وَكجزءٍ مِن هذا المَشروع قام مَجلس معايير المُحاسبة المالية بِالتوجه مِن استخدام مَبدأ التَكلفة التاريخية إِلى استخدام القيمة السُوقية.[بحاجة لمصدر]

## الإستقلالية
في تموز عام 2009، انتُقِدَ مَجلس المعايير مِن قِبل فريق استشاري مِن المُستثمرين، وذلك بَعد إِجراء التغييرات (بَدلاً من استخدام التَكلُفة التاريخية التَوجه لاستخدام القيمة السوقية) التي كانت استجابةً لِضغوطٍ سِياسية. وَقد حصل هذا الفريق عَلى إِذن ليقوم بتطبيق المُعالجة المحاسبية خاصة لِبعض الأصول غَير المُوجودة في البنوك.

## تَصريحات المَجلس
قام مجلس معايير المُحاسبة المالية (FASB) بِنشر تَصريحاته عَلناً، وَذلكَ مِن أَجل إِنشاء معايير المُحاسبة المالية، مُعالجاً جَميع القضايا المُحاسبية العَامة وَالخاصة، وَهذه التصريحات هي:
- تَصريحات عَن معايير المُحاسبة المالية.
- تَصريحات عن مَفاهيم المحاسبة المالية.
- تَفسيرات مَجلس معايير المُحاسبة المالية.
- النَشرات التِقنية لِمَجلس مَعايير المحاسبة المالية.
- مُلخصات قوى مَهام القضايا الطارئة (EITF).

## مَفاهيم المجلس
- مبادئ قِياس المال.
- فَرض الوحدة الاقتصادية (فَصل المِلكية عن المالك).
- فَرض الاستمرارية.
- مَبادئ التَكلفة.
- ازدواجية القُيود.
- الفَترة المُحاسبية.
- الحِفظ.
- مَبدأ الاعتراف بالإيراد.
- مَبدأ المُقابلة (الاعتراف بالمصروف).
- مَبدأ الثَبات.
- النِسبية.

## المَراجع
1. 1 2 3 4  Facts About FASB رسالة مَجلس معايير المُحاسبة المالية (2014) نسخة محفوظة 05 ديسمبر 2017 على موقع واي باك مشين.
2. ↑  بيان توضيحي بشأن علاقة مجلس معايير المحاسبة المالية مَع القطاع الخاص تَم إصدار البَيان في 25 نيسان 2003. نسخة محفوظة 07 ديسمبر 2017 على موقع واي باك مشين.
3. ↑  Donald E. Kieso; Jerry J. Weygandt; Terry D. Warfield (2010). Intermediate Accounting [المُحاسبة المُتَوَسِطة] (بالإنجليزية) (الثالثة عشر ed.). هوبوكين، ولاية نيوجرسي, الولايات المتحدة. ISBN:9781118014516. {{استشهاد بكتاب}}: تحقق من التاريخ في: |تاريخ الوصول= (help) and الوسيط |تاريخ الوصول بحاجة لـ |مسار= (help)صيانة الاستشهاد: مكان بدون ناشر (link)
4. ↑  مجلس معايير المُحاسبة المالية (2009). نسخة محفوظة 09 يوليو 2017 على موقع واي باك مشين.
5. ↑  "بيان مفاهيمي عن المَجلس # 2". FASB. مؤرشف من الأصل في 2018-05-16.
6. ↑  "مجموعة المُستثمرين: مجلس معايير المُحاسبة المالية يتعرض للخطر (Investor group says FASB is compromised)". Accountancy Age. 23 حزيران 2009. مؤرشف من الأصل في 21 أغسطس 2016. اطلع عليه بتاريخ 6 نوفمبر 2015. {{استشهاد ويب}}: تحقق من التاريخ في: |تاريخ الوصول= و|تاريخ= (مساعدة)
7. ↑  تصريحات مجلس معايير المُحاسبة المالية نسخة محفوظة 24 يوليو 2017 على موقع واي باك مشين.

## روابط خارجية
- مَوقع مجلس معايير المُحاسبة المالية الرَسمي.
- الآثار المترتبة عن الإفصاح عن المبادئ التوجيهي لمجلس معايير المحاسبة المالية.